# Intossicazione digitalica
L'intossicazione digitalica è un avvelenamento che si verifica quando vengono assunte dosi eccessive di digossina, digitossina od altra sostanza digitalica (farmaci che derivano da piante del genere Digitalis, in particolare Digitalis purpurea o D. lanata).
I glicosidi digitalici possiedono un basso indice terapeutico, cioè uno stretto margine tra le concentrazioni di farmaco che determinano l'azione terapeutica ricercata e le concentrazioni tossiche.
I soggetti affetti da intossicazione digitalica presentano spesso sintomi aspecifici quali affaticamento, visione offuscata, cambiamento nella visione dei colori, anoressia, nausea, vomito, diarrea, dolore addominale, cefalea, vertigini, confusione mentale e delirio.
In corso di intossicazione si possono verificare caratteristiche alterazioni dell'elettrocardiogramma: tra le più frequenti vi sono certamente la bradicardia (la più frequente alterazione dei parametri vitali nell'intossicazione) e un allungamento dell'intervallo PR.

## Sintomi e segni
Il tempo di latenza dei sintomi da intossicazione digitalica è di circa 1-6 ore dopo assunzione orale del farmaco e 5-30 minuti dopo somministrazione endovenosa. Nella pratica clinica si riscontra una notevole variabilità del periodo.
In caso di intossicazione, le manifestazioni più frequenti sono a carico del tratto gastrointestinale e consistono in:
- scialorrea
- nausea
- vomito (di origine centrale e spesso incoercibile)
- diarrea

Molto frequenti sono anche i sintomi a carico del sistema nervoso ed in particolare:
- astenia
- cefalea
- sonnolenza
- obnubilamento del sensorio
- disorientamento spazio-temporale
- confusione mentale
- agitazione psicomotoria
- manifestazioni psicotiche
- allucinazioni visive
- delirio
- convulsioni

Altri sintomi comprendono:
- scotomi
- offuscamento della vista
- aloni di colore giallo o verde intorno agli oggetti

Le manifestazioni che coinvolgono il cuore possono risultare estremamente pericolose, sia per il possibile aggravamento di un preesistente scompenso cardiaco, sia per le aritmie inducibili dal farmaco.

## Elettrocardiogramma

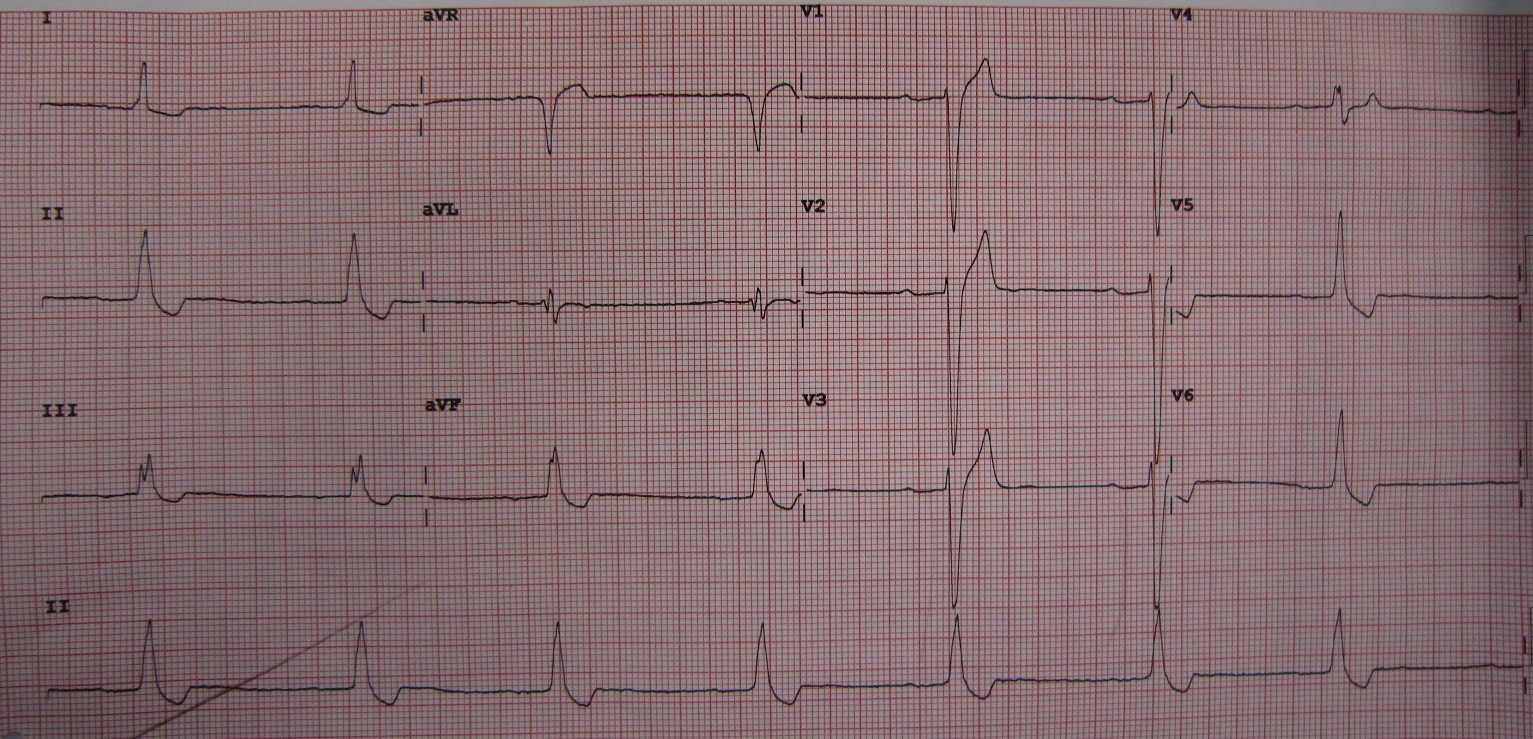
Elettrocardiogramma che mostra il caratteristico aspetto "scavato" del tratto ST

Le aritmie cardiache sono probabilmente il segno più caratteristico e pericoloso dell'intossicazione digitalica.  Esse sembrano strettamente correlate alla concomitante ipokaliemia.
- bradicardia sinuale[1]
- prolungamento dell'intervallo PR
- riduzione in ampiezza dell'onda T
- depressione ed accorciamento del tratto ST
- extrasistolia ventricolare
- bigeminismo[2]
- fibrillazione atriale[3][4][5]
- Torsioni di punta[6]
- tachicardia ventricolare[7] e tachicardia ventricolare bidirezionale[8][9]
- dissociazione atrioventricolare
- tachicardia atriale parossistica con blocco[10][11]
- turbe della conduzione fino al blocco atrioventricolare completo.[12]

## Trattamento

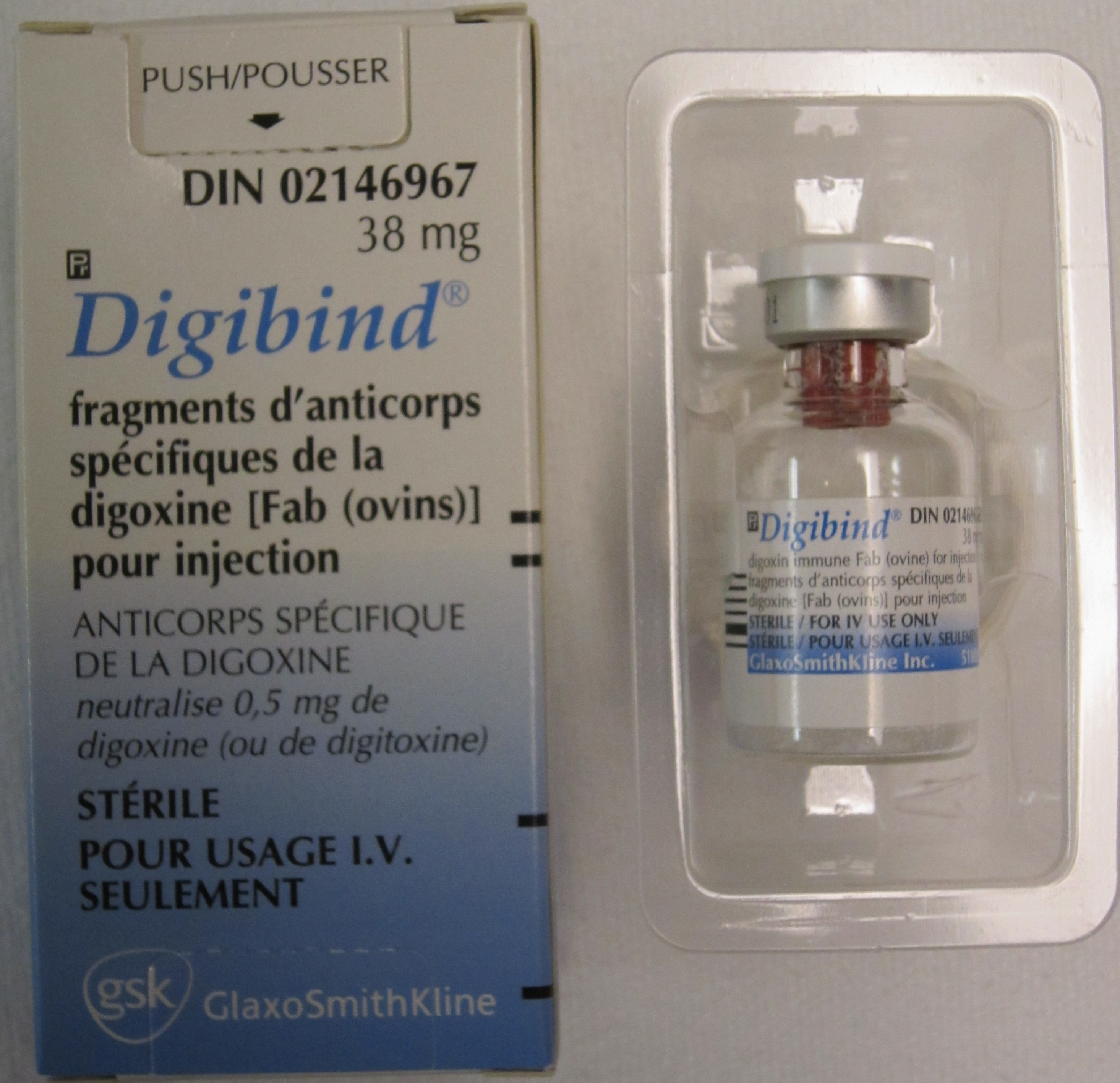
Confezione di Fab antidigossina utilizzabile per trattare l'intossicazione digitalica

Il trattamento più semplice ed urgente (anche se spesso inefficace) consiste nella lavanda gastrica, anche se vi è già stato vomito spontaneo.
È anche possibile ricorrere alla somministrazione di carbone vegetale attivo oppure di colestiramina, una resina a scambio ionico che si è dimostrata efficace nell'interrompere il circolo entero-epatico dei glicosidi digitalici.
Se compare bradicardia grave, si può tentare la somministrazione di atropina per prevenire il blocco AV completo.

Nei soggetti che manifestano aritmie ventricolari non associate a blocco AV, può risultare efficace la somministrazione di lidocaina.
In caso di blocco AV, può essere efficace la somministrazione di fenitoina che non interferisce con la conduzione AV.
Le aritmie sopraventricolari possono rispondere ai farmaci beta-bloccanti, i quali però possono aggravare i danni alla conduzione. Le torsioni di punta rispondono al trattamento con magnesio, un noto riattivatore della pompa sodio-potassio, inibita in corso di intossicazione digitalica.
In passato è stato proposto anche l'uso di chelanti del calcio (ad esempio l'EDTA sodico).
Gli unici antidoti efficaci in caso di intossicazione da digossina sono i frammenti anticorpali (Fab) di antidigossina che consentono l'inattivazione del tossico. L'infusione per via endovenosa di Fab antidigossina lega infatti le molecole di digossina libera presenti nel sangue e le rende inattive, inoltre le estrae dai tessuti biologici nei quali si sono distribuite. Il complesso inattivo Fab-digossina viene poi eliminato rapidamente per via urinaria.
È possibile misurare nel sangue, con particolari metodi di analisi, la concentrazione della digossina libera (la quota farmacologicamente attiva) e distinguerla dalla digossina totale (libera + quota legata ai Fab).
La digossina totale nel corso del trattamento può rimanere a livelli elevati fino a quando tutta la digossina, circolante e rimossa dai tessuti, non viene eliminata dall'organismo.

## Mortalità
La mortalità può essere estremamente elevata: nei casi gravi può superare il 20% ed è dovuta principalmente alle aritmie cardiache che conducono all'arresto cardiaco.